# Sushi Striker: The Way of Sushido
Sushi Striker: The Way of Sushido es un juego de action-lógica desarrollado y publicado por Nintendo, en cooperación con indieszero. El juego salió a la venta en todo el mundo para Nintendo 3DS y Nintendo Switch el 8 de junio de 2018. El juego tiene lugar en un mundo donde el sushi ha sido prohibido por su imperio gobernante. El protagonista, Musashi, intenta revertir esta prohibición del sushi.
El juego consiste en batallas individuales con oponentes controlados por la CPU, donde el jugador debe emparejar platos de sushi del mismo color en una serie de cintas transportadoras para causar daño al oponente. El juego se anunció por primera vez en el E3 2017.

## Jugabilidad
Sushi Striker: The Way of Sushido es un juego donde el jugador lucha contra sus oponentes con sushi para derrotarlos. En la batalla, tanto el jugador como el oponente se enfrentan, con cintas transportadoras de sushi. El jugador debe emparejar tantos platos de sushi del mismo color como sea posible para poder recogerlos. Musashi se comerá el sushi de los platos, y los platos atacarán al oponente, causando que su salud disminuya. Así es también como ataca el oponente. El jugador y el oponente tienen tres cintas transportadoras cada uno para emparejar el sushi, así como una cinta transportadora entre ellos, para que ambos la usen. El juego también ofrece multijugador en línea.

## Desarrollo y lanzamiento
El juego se anunció inicialmente en el E3 2017 como un título exclusivo para Nintendo 3DS. El juego se anunció más tarde en una presentación de Nintendo Direct en marzo de 2018, con anuncios para una versión de Nintendo Switch, así como el multijugador en línea. El juego fue lanzado en todo el mundo el 8 de junio de 2018.

## Trama
El juego tiene lugar en un mundo sin peces, donde la República y el Imperio ha luchado durante mucho tiempo por el control del sushi en una guerra conocida como las luchas de sushi.  En este mundo, el sushi es creado por misteriosas criaturas conocidas como "sushi sprites" (en japonés: スシガミ "sushigami"), y las personas que se comprometen con ellos a luchar (tirando los platos que se usan para servir el sushi) son conocidas como "sushi strikers".  Tras la derrota de la República en las Luchas del Sushi, el imperio prohíbe la discusión y el consumo de sushi dentro de las fronteras de la República subyugada.
El jugador asume el papel de un personaje llamado Musashi (cuyo género puede ser determinado por el jugador; Musashi masculino es expresado por Nicholas Roye, y Musashi femenino es expresado por Cristina Vee), un huérfano que creció en la república.  Un día, mientras intentaba recoger comida para niños hambrientos en el orfanato donde creció Musashi, Musashi se encuentra con un huelguista de sushi llamado Franklin (Brad Venable) y su sprite compañero, Ara-o (Jewels Jaselle).  Aunque Musashi inicialmente odia el sushi debido a la pérdida de sus padres en las luchas por el sushi, su hambre extrema los obliga a aceptar una oferta de Franklin para probar un poco de sushi.  Encontrando la mejor comida de la historia, Musashi resuelve difundir la palabra de sushi a todo el mundo, y pide a Franklin que los siga a casa para alimentar a los niños como primer paso.  Sin embargo, antes de que puedan regresar a casa, Franklin y Ara-o son capturados por el general imperial Kodiak (Walt Gray) y llevados para interrogarlos.
Solo y hambriento una vez más, Musashi oye una voz lejana, que les lleva a un altar cercano donde se puede saciar su hambre. La voz anima a Musashi a comer el sushi que se produce en el altar. Después de hacerlo, la voz se revela como Jinrai (Dave Fennoy), un sprite de sushi escondido muy buscado por el Imperio; al aceptar el sushi, Musashi se compromete sin saberlo con Jinrai, y los dos acuerdan unirse para rescatar a Franklin y difundir la buena palabra de sushi.